# Karlakarlar
Karlakarlar (italienska: Maschi veri) är en italiensk komediserie som hade premiär på Netflix den 21 maj 2025. Serien består av åtta avsnitt.

## Handling
Serien handlar om fyra gamla vänner – Massimo, Mattia, Luigi och Riccardo – som försöker hantera förhållanden, karriär och dejtande i ett modernt samhälle med en ny definition av maskulinitet.

## Rollista (i urval)
- Angelo Faraci - Guida Turistica
- Matteo Martari
- Nicole Grimaudo
- Sarah Felberbaum